# Tiruvalla
Tiruvalla – miasto w Indiach, w stanie Kerala. W 1998 roku liczyło 52 883 mieszkańców. Siedziba syromalankarskiej archieparchii Tiruvalla.